# Oberuzwil
Oberuzwil é uma comuna da Suíça, no Cantão São Galo, com cerca de 5.571 habitantes. Estende-se por uma área de 14,11 km², de densidade populacional de 395 hab/km². Confina com as seguintes comunas: Degersheim, Flawil, Jonschwil, Lütisburg, Oberbüren, Uzwil.
A língua oficial nesta comuna é o Alemão.